# Ochratoxine A
L'ochratoxine A est une mycotoxine produite par plusieurs champignons microscopiques (genres Penicillium et Aspergillus) et naturellement présente dans de nombreux produits végétaux du monde entier, tels que les céréales, les grains de café, le cacao et les fruits séchés. Les champignons en question se développent principalement aux champs et non pendant le stockage. 

## Propriétés toxicologiques
L'ochratoxine A est une mycotoxine ayant des propriétés cancérigènes, néphrotoxiques, tératogènes, immunotoxiques et éventuellement neurotoxiques. Elle a également été associée à la néphropathie chez les humains. 
L'ochratoxine A peut avoir une longue durée de demi-vie chez les humains. Elle résiste aux traitements culinaires ordinaires.

## Détection dans les produits consommés
L'ochratoxine A a été détectée par les services de contrôle des États membres de l'Union européenne dans des produits proposés aux consommateurs tels que les produits à base de céréales, le café, le vin, la bière, le cacao, les épices et le jus de raisin, mais aussi dans des produits d'origine animale, en l'occurrence des rognons de porc. Des enquêtes sur la fréquence et les niveaux de présence de l'ochratoxine A dans des échantillons de denrées alimentaires et de sang humain indiquent que les denrées alimentaires sont souvent contaminées. 
Le principal apport en ochratoxine A dans le cadre de l'ingestion alimentaire provient des céréales et des produits à base de céréales. 
La seconde source est constituée par les raisins et le vin, en particulier les vins rouges des zones viticoles méditerranéennes. Il a été constaté que les raisins secs (raisins de Corinthe, sultanines et autres raisins secs) présentaient un degré de contamination élevé. Les raisins secs constituent une importante source alimentaire d'ochratoxine A pour les personnes qui en consomment en grandes quantités, notamment les enfants
.

## Normes d'exposition
Le Comité scientifique de l'alimentation humaine de la Commission européenne a estimé, dans son avis sur l'ochratoxine A du 17 septembre 1998, qu'il serait prudent de réduire autant que possible l'exposition à l'ochratoxine A, en veillant à ce que les expositions se situent près de l'extrémité inférieure de la fourchette de doses journalières tolérables de 1,2 à 14 ng/kg p.c./jour, qui ont été estimées par d'autres organismes, par exemple en dessous de 5 ng/kg p.c./jour. 
Sur cette base, une fraction considérable (parfois supérieure à 10 %) des denrées alimentaires ordinaires devrait être considérée comme impropre à la consommation. Des sources importantes de nutriments irremplaçables pourraient être mis à l'index, avec le développement nécessaire de substituts artificiels pour éviter les effets négatifs sur la santé globale, ou la consommation accrue de denrées présentant par ailleurs d'autres dangers de gravité égale ou supérieure mais moins connus. 
En 2004, les discussions continuent pour fixer la valeur légale de ces normes.

## Ochratoxine A et vins
La présence d'ochratoxine A est observée pour les vins français essentiellement dans les vins rouges méditerranéens. Cette mycotoxine est produite dans les raisins contaminés par le champignon Aspergillus carbonarius.
Depuis le 26 janvier 2005 (règlement CE No 123/2005), la Commission a fixé une teneur maximale d'ochratoxine A dans les vins pour la commercialisation à 2 μg·l-1. Le Canada refuse l'importation des vins présentant plus de 1 μg·l-1 d'ochratoxine A.
Le seul traitement efficace sur vins est le collage aux charbons œnologiques (noir végétal) mais il s'agit d'une pratique œnologique autorisée sur vins blanc et rouge mais dans des conditions particulières (en fermentation ...). En conséquence, la lutte contre cette mycotoxine reste essentiellement préventive et consiste à freiner le développement du champignon producteur sur la vigne, par des mesures prophylactiques.
Aspergillus carbonarius est noir anthracite, ce qui permet de le différencier d'Aspergillus niger, brun foncé à noir, qui est peu producteur d'ochratoxine A. Ce champignon peut contaminer les baies de raisin dès la véraison en s'installant sur :
- des baies endommagées à la suite de blessures : morsure des vers de la grappe, éclatement ;

- d'une altération de la pellicule : flétrissement, surmaturité.

Le développement a lieu préférentiellement au cœur des grappes, et il se poursuit jusqu'aux vendanges.
La contamination par Aspergillus carbonarius est favorisée par :
- l'éclatement des baies par apport d'eau après une période sèche ;

- les blessures des baies causées par des tordeuses, des piqûres de guêpes, des oiseaux, de l'oïdium, des pourritures grises et acides, la pluie, la grêle, le dessèchement pédonculaire, l'éclatement des baies en période humide, la maturité avancée.

Les moyens de lutte au vignoble contre ce champignon producteur d'ochratoxine A sont les  suivants :
- éviter les entassements de végétation, par l'effeuillage de la face est, la maîtrise de la vigueur, et un palissage soigné. Ceci permet de limiter le développement des fumagines, dans lesquelles Aspergillus carbonarius est fréquemment présent. De même, il est nécessaire d'aérer la zone fructifère et de maîtriser les insectes producteurs de miellat comme les cochenilles ou la cicadelle pruineuse (Metcalfa pruinosa) ;

- maîtriser les vers de la grappe, l'oïdium et le mildiou de la vigne ;

- choisir des fongicides contre la pourriture grise ayant une action secondaire contre Aspergillus carbonarius, sachant qu'il n'y a pas de fongicide homologué contre ce parasite en France ;

- faire une vendange précoce des parcelles à risque et un tri manuel de la vendange pour éliminer les grains contaminés ;

- maintenir l'intégrité de la vendange au long du ramassage et du transport.